# اخلاق: اختراع درست و نادرست
اخلاق: اختراع درست و نادرست (به انگلیسی: Ethics: Inventing Right and Wrong)، یک اثر اخلاقی از جی. ال. مکی است که در سال ۱۹۷۷ نوشته شد، و به‌دلیل حمایت از شک‌گرایی اخلاقی و هیچ‌انگاری اخلاقی شهرت دارد.

## محتوا
فصل اول، «سوبژکتیویته ارزش‌ها» با رد جهان‌شمولی اخلاقی توسط مکی آغاز می‌شود: «هیچ ارزش عینی‌ای وجود ندارد». این فصل به‌دلیل پیش‌برد دو استدلال علیه جهان‌شمولی اخلاقی معروف است: «برهان عدم توافق» و «برهان عجیب و غریب». این فصل در نسخه چهارم (۲۰۰۷) کتاب کار درست استوارت و جیمز ریچلز: خوانش‌های اساسی در فلسفه اخلاق گزیده شده است.

### برهان عدم توافق
برهان عدم توافق، که به‌عنوان برهان نسبیت نیز شناخته می‌شود، ابتدا مشاهده می‌کند که اختلافات اخلاقی غیرقابل حل زیادی وجود دارد: مردم در مورد این‌که چه چیزی درست است و چه چیزی نادرست است اختلاف نظر دارند. مکی استدلال می‌کند که بهترین توضیح برای این موضوع این است که درست و غلط اختراع شده‌اند، و حقایق عینی نیستند.

### برهان عجیب و غریب
برهان عجیب بودن دو صورت دارد: متافیزیکی و معرفتی. با توجه به نسخه متافیزیکی، اگر خصوصیات یا موجودات اخلاقی وجود داشته باشند، چیزهای بسیار غیرعادی («دگرباش») خواهند بود. از نظر معرفت‌شناختی، مشخص نیست که چگونه می‌توانیم چنین موجوداتی را بشناسیم. استدلال‌های متافیزیکی و معرفت‌شناختی با هم گره خورده‌اند، «در صورتی که قبلاً ثابت شده باشد که ویژگی‌های مورد بحث عجیب هستند، ما مجبور هستیم تجهیزات معرفت‌شناختی عجیبی را مطرح کنیم».